# Torneo Internazionale dei Club Campioni
Il Torneo Internazionale dei Club Campioni (pt. Torneio Internacional de Clubes Campeões), più noto come Copa Rio per il nome del trofeo, fu una competizione intercontinentale organizzata dalla Confederação Brasileira de Desportos (CBD) con la supervisione ufficiosa della Fédération Internationale de Football Association (FIFA) durante gli anni cinquanta del XX secolo.
Il torneo ebbe due edizioni: la prima, svoltasi nel 1951, fu vinta dal Palmeiras, mentre il Fluminense vinse la seconda edizione del 1952. L'edizione del 1951 è stata a posteriori riconosciuta dalla FIFA come il primo torneo per club di livello mondiale, antesignano della Coppa Intercontinentale e della Coppa del mondo per club, mentre quella del 1952 non ha ottenuto analogo riconoscimento, ma è stata citata in un comunicato della FIFA come torneo pionieristico di rilevanza mondiale. Per la federazione mondiale, comunque, la Copa Rio non è da ritenersi una manifestazione ufficiale, e soltanto i club vincitori della Coppa Intercontinentale e della Coppa del mondo per club sono da considerarsi a pieno titolo campioni del mondo.

## Formula
La Copa Rio fu una manifestazione a inviti aperta alle otto squadre campioni nazionali in carica appartenenti alle nazioni meglio classificate al Campionato Mondiale di Calcio 1950; nei casi di defezione, invece, erano chiamati a partecipare i vice campioni e, a seguito di ulteriori rinunce, i campioni di federazioni nazionali di prestigio che non presero parte al Mondiale del 1950 (come Germania, Austria, Argentina, Portogallo).
Le due edizioni del torneo si tennero a Rio de Janeiro e a San Paolo: la prima fu organizzata nel 1951 dalla Confederação Brasileira de Desportos, la seconda (inizialmente prevista nel 1953) si disputò nel 1952 a spese del Fluminense Football Club.

## Storia
La Copa Rio è stata ufficialmente organizzata dalla federazione brasiliana e dalla prefettura di Rio de Janeiro, infatti la CONMEBOL non la include nelle competizioni ufficiali, pur avendo ricevuto il patrocinio ufficioso dei dirigenti FIFA Ottorino Barassi e Stanley Rous. Nella prima edizione il Palmeiras incontrò la Juventus in finale: i brasiliani vinsero il primo incontro 1–0, nella seconda partita arrivò un pareggio per 2–2. Le semifinali furono giocate rispettivamente contro il Vasco da Gama e contro l'Austria Vienna. Nella seconda edizione il Fluminense incontrò in finale il Corinthians: il Fluzão vinse 2–0 nella prima finale e nella seconda finale arrivò un pareggio per 2–2. Le semifinali furono giocate contro l'Austria Vienna e contro il Peñarol.
Nel marzo del 2007 la FIFA riconobbe l'edizione del 1951 vinta dal Palmeiras come la prima coppa del mondo per club, salvo poi ritrattare nel dicembre dello stesso anno anche a causa delle richieste di altri club che avevano disputato e vinto tornei internazionali simili, (come quella del Corinthians riferita alla vittoria della Pequeña Copa del Mundo 1953) precisando anche che il Torneo Internazionale dei Club Campioni, non fu un evento FIFA. Il 26 aprile 2007, la FIFA ha riferito che il processo decisionale non era ancora stato completato e che fino ad allora la questione era stata affrontata solo a livello amministrativo dal segretariato generale, ma che, data l'importanza e la complessità della questione, il caso doveva essere sottoposto al Comitato Esecutivo della Federazione, il quale decise di non confermare il titolo. Nel 2013, l'allora segretario Jérôme Valcke, riconobbe la competizione come un mondiale per club (come fece il suo predecessore Urs Linsi) attraverso un fax inviato al Palmeiras, ma anche in questo caso la decisione fu provvisoria in attesa di quella del Consiglio FIFA che nel 2014, pur ribadendo che non sussiste coincidenza giuridica e statistica tra la Copa Rio e la Coppa del mondo per club, ha valutato la manifestazione come il primo torneo per club di livello mondiale, e il Palmeiras come vincitore (concetto ribadito a gennaio 2017) quindi non come torneo assegnante il titolo mondiale. La CONMEBOL infatti non la include tra le competizioni ufficiali (ovvero da lei riconosciute come valide) e la stessa FIFA non la menziona come una competizione assegnataria del titolo mondiale ufficiale.
In Brasile il tema è fonte di accese discussioni e interpretazioni demagogiche. Addirittura, nel 2014, il ministero dello sport brasiliano, allora guidato da un tifoso del Palmeiras (Aldo Rebelo), ha pubblicato un articolo dichiarante il Palmeiras campione mondiale, attribuendo la decisione al Consiglio FIFA ma basandosi sul fax mandato dal Segretariato Generale FIFA il quale aveva valore provvisorio e che non è stato approvato dal Consiglio della federazione mondiale.
Dopo il riconoscimento de iure della Coppa Intercontinentale nell'ottobre 2017 come manifestazione assegnante il titolo mondiale FIFA, il Palmeiras ha chiesto sostegno alla CONMEBOL per convincere la FIFA ad attribuire identico status anche alla Copa Rio 1951. In base allo statuto della federazione mondiale infatti, il Consiglio FIFA in futuro potrebbe cambiare lo status della competizione. Ad aprile 2019 però, a Brasilia, il presidente della FIFA Gianni Infantino, intervistato dai media locali, ha ribadito ancora una volta che per la federazione mondiale soltanto i club vincitori della Coppa Intercontinentale e della Coppa del mondo per club sono da considerarsi legittimi campioni del mondo.
(Gianni Infantino, Brasilia, 09 Aprile 2019)
(Gianni Infantino, Brasilia, 09 Aprile 2019)
L'edizione vinta dal Fluminense, in occasione della quale la competizione assunse il nome definitivo di Copa Rio, seppur citata come torneo pioneristico di rilevanza mondiale, non è stata riconosciuta in nessuna maniera dalla FIFA a causa delle carenze organizzative che la afflissero. Anche il Fluminense infatti, come il Palmeiras, ha chiesto alla FIFA un riconoscimento come titolo mondiale per il torneo, ma anche questa richiesta, come quella del club paulista, ha avuto esito negativo.
A questa competizione seguì nel 1953 un altro torneo chiamato Torneio Octogonal Rivadavia Corrêa Meyer vinto dal Vasco da Gama: questo torneo si differenziò dalla precedente per la predominanza di squadre brasiliane, 5 su 8, perdendo in tal modo parte del suo aspetto internazionale.

## Edizioni
| N° | Anno | Campione   | Finalista   |
| -- | ---- | ---------- | ----------- |
| 1  | 1951 | Palmeiras  | Juventus    |
| 2  | 1952 | Fluminense | Corinthians |